# الوور
الوور (به لاتین: Aluvere) یک روستا در استونی است که در شهرستان لنه-ویرو واقع شده‌است.